# 睿科網路
睿科網路科技公司（英語：A10 Networks），美國矽谷公司，2004年由陳澧（Lee Chen)個人在美國加州聖荷西市創立, 主要業務為高效能網路安全硬體和軟體設計與銷售, 2014年 A10在紐交所上市.  A10之前, 陳澧並與其他人共同創立了多家成功的公司，包括 Foundry Networks,和 Centillion Networks.   2008年，Foundry Networks 以30億美元的價格賣給 Brocade Communication.  1995年, Cetillion 公司成立僅18個月後,以 1.5 億美元的價格賣給 Nortel  。

## 歷史
2004年，陳澧創辦了A10,主要投資者為日本三井創投、美國 Summit Partners。2020年2月14日,在擔任執行長16年後, Lee Chen陳澧從A10退休. 在1996年, Bobby Johnson、陳澧 Lee Chen 和另外2人, 創辦了成功的Foundry Networks. 1993年,他和另外6人, 創辦了Cetillion Networks. 1990年,他創辦了InSync.

## 主要業務
Thunder ADC 雷霆系列負載平衡, Thunder CFW 融合防火牆, Thunder DDoS Defender 防御者, A10 Harmony 和諧管理. 
主要市場美國、日本、韓國、西歐及中東、拉丁美洲.
工程發展中心: 矽谷、印度和台北